# Pavel Prorok
Pavel Prorok (* 17. května 1963) je bývalý český hokejový útočník. Jeho bratrem je hokejista Ivo Prorok.

## Hokejová kariéra
V československé lize hrál za TJ Vítkovice a Dukla Trenčín. V roce 1981 získal s Vítkovicemi československý mistrovský titul. Dále hrál i za SK Karviná a TŽ Třinec. Reprezentoval Československo na Mistrovství světa juniorů v ledním hokeji 1982, kde tým skončil na 2. místě.

## Klubové statistiky
| Sezona    | Klub          | Soutěž  | Základní část | Základní část | Základní část | Základní část | Základní část |
| Sezona    | Klub          | Soutěž  | Z             | G             | A             | B             | TM            |
| --------- | ------------- | ------- | ------------- | ------------- | ------------- | ------------- | ------------- |
| 1980/1981 | TJ Vítkovice  | 1. liga | 24            | 3             | 7             | 10            | 10            |
| 1981/1982 | TJ Vítkovice  | 1. liga | 29            | 4             | 8             | 12            | -             |
| 1982/1983 | TJ Vítkovice  | 1. liga | 42            | 9             | 20            | 29            | 42            |
| 1983/1984 | Dukla Trenčín | 1. liga | 20            | 2             | 4             | 6             | 32            |
| 1985/1986 | TJ Vítkovice  | 2. liga | 42            | 21            | 12            | 33            | -             |
| 1986/1987 | TJ Vítkovice  | 1. liga | 31            | 9             | 9             | 18            | 27            |
| 1987/1988 | TJ Vítkovice  | 2. liga | -             | 17            | -             | -             | -             |
| 1988/1989 | SK Karviná    | 3. liga | 26            | 22            | 28            | 50            | -             |
| 1989/1990 | TŽ Třinec     | 2. liga | -             | 5             | -             | -             | -             |